# 查克·库珀
查尔斯·H·库珀（英語：Charles H. Cooper，1926年9月29日—1984年2月5日），美国NBA联盟前职业篮球运动员，是史上第一位被「選進」NBA 的非裔美國人。